# دنيس كيمبرلي
دنيس كيمبرلي (بالإنجليزية: Dennis Kimberly)‏ هو سياسي أمريكي، ولد في 23 أكتوبر 1790، وتوفي في 15 ديسمبر 1862. انتخب عضو مجلس نواب كونيتيكت.